# Liebfrauenkirche (Deinze)

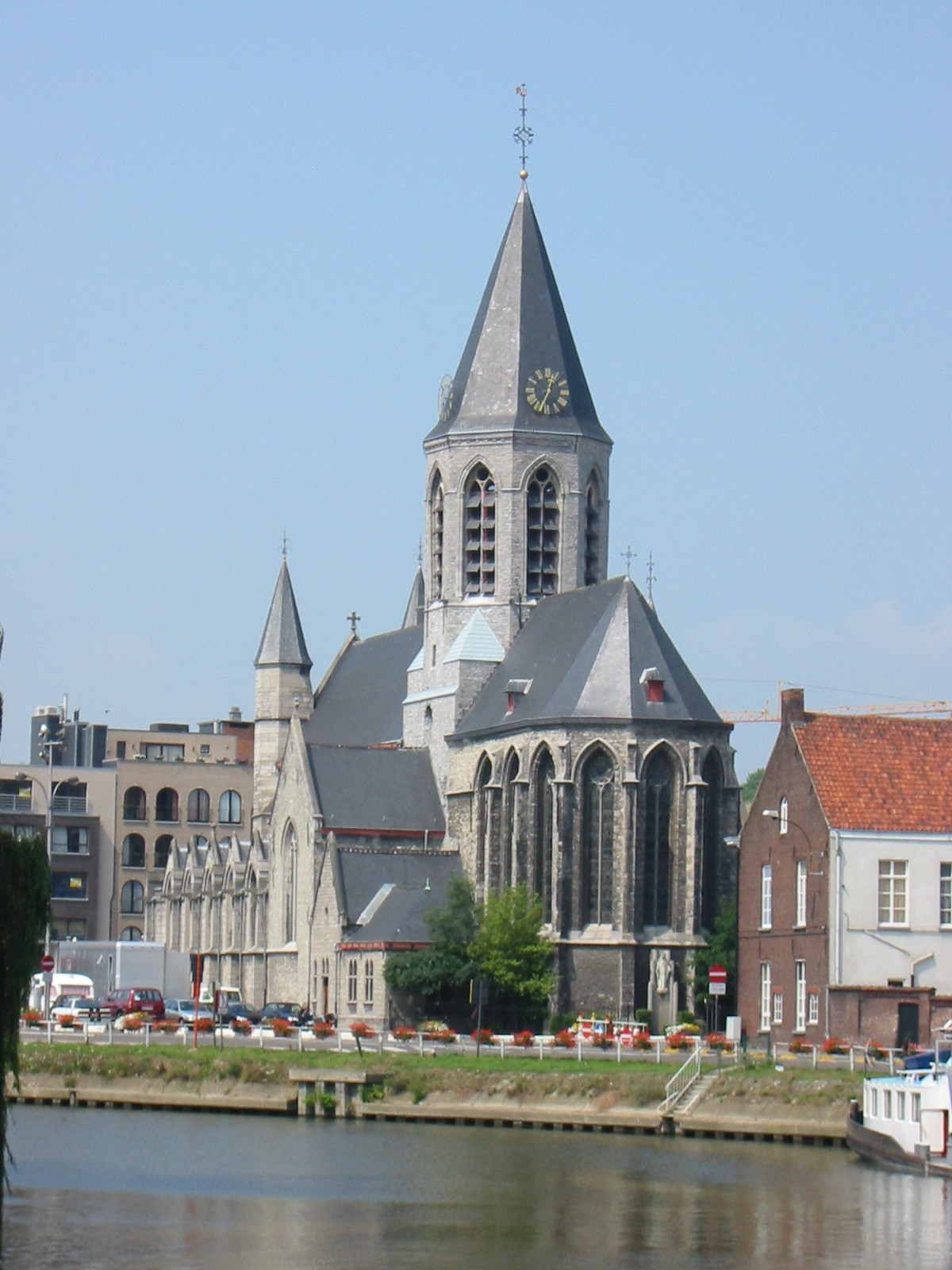
Liebfrauenkirche Deinze

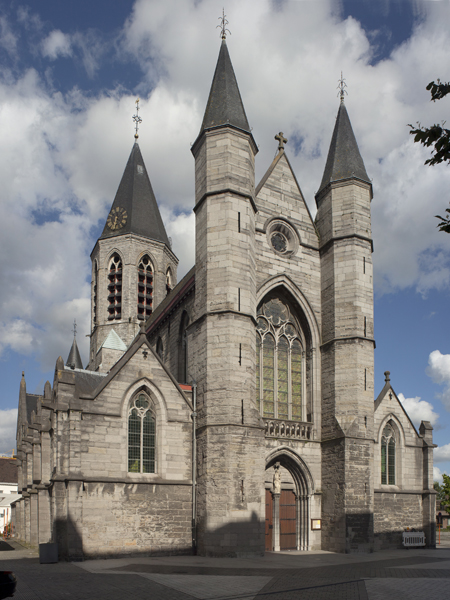
Westfassade

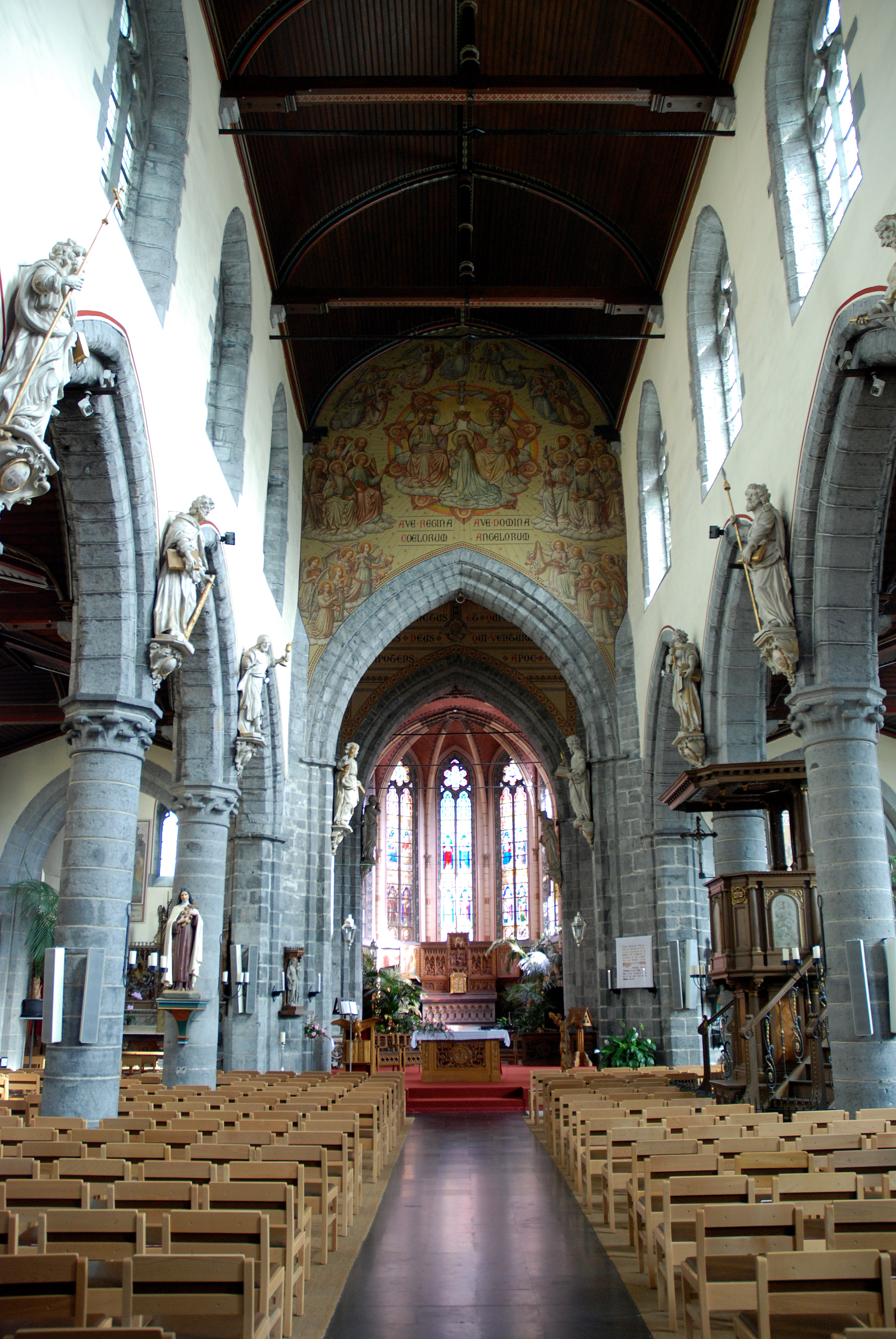
Innenansicht

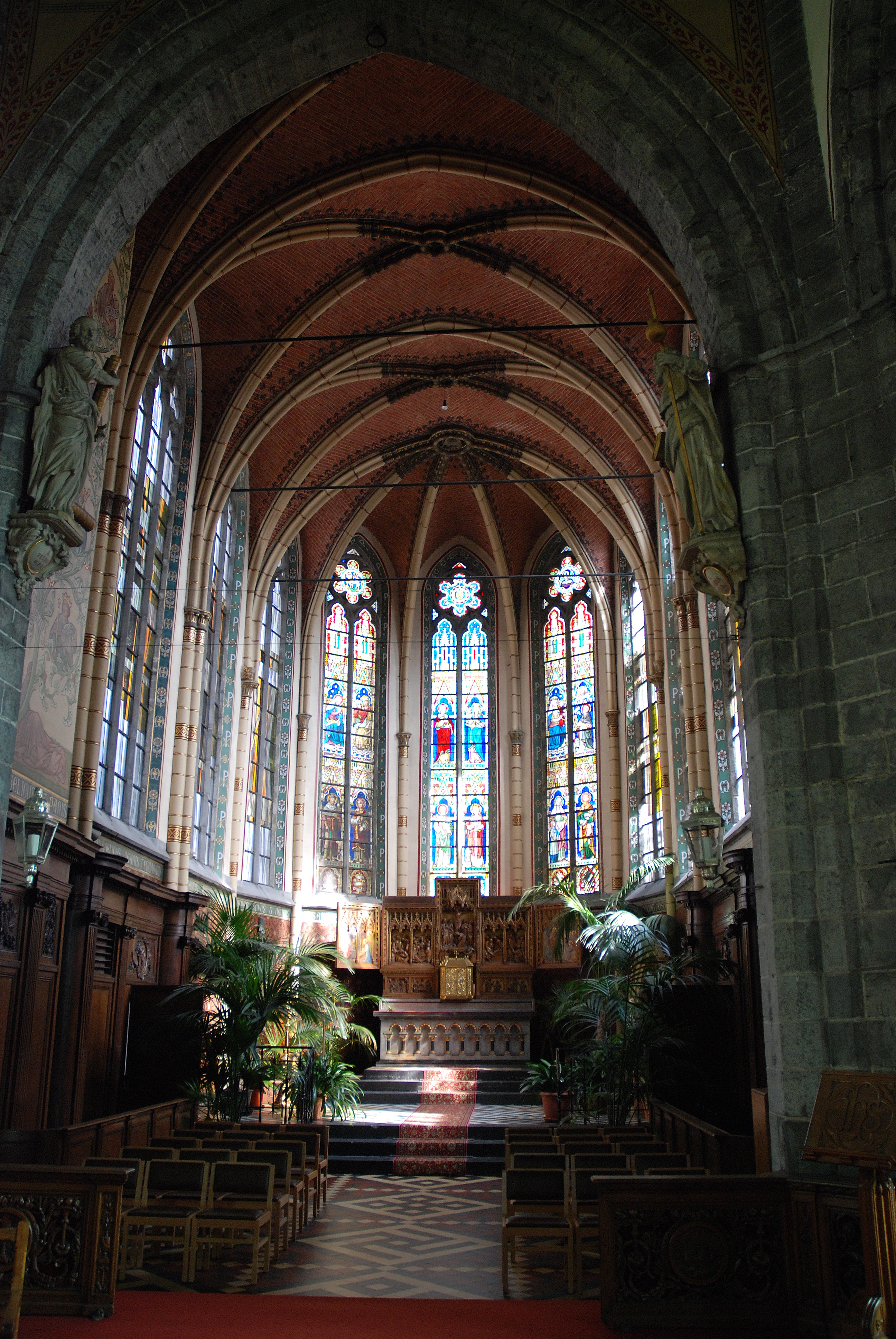
Chor

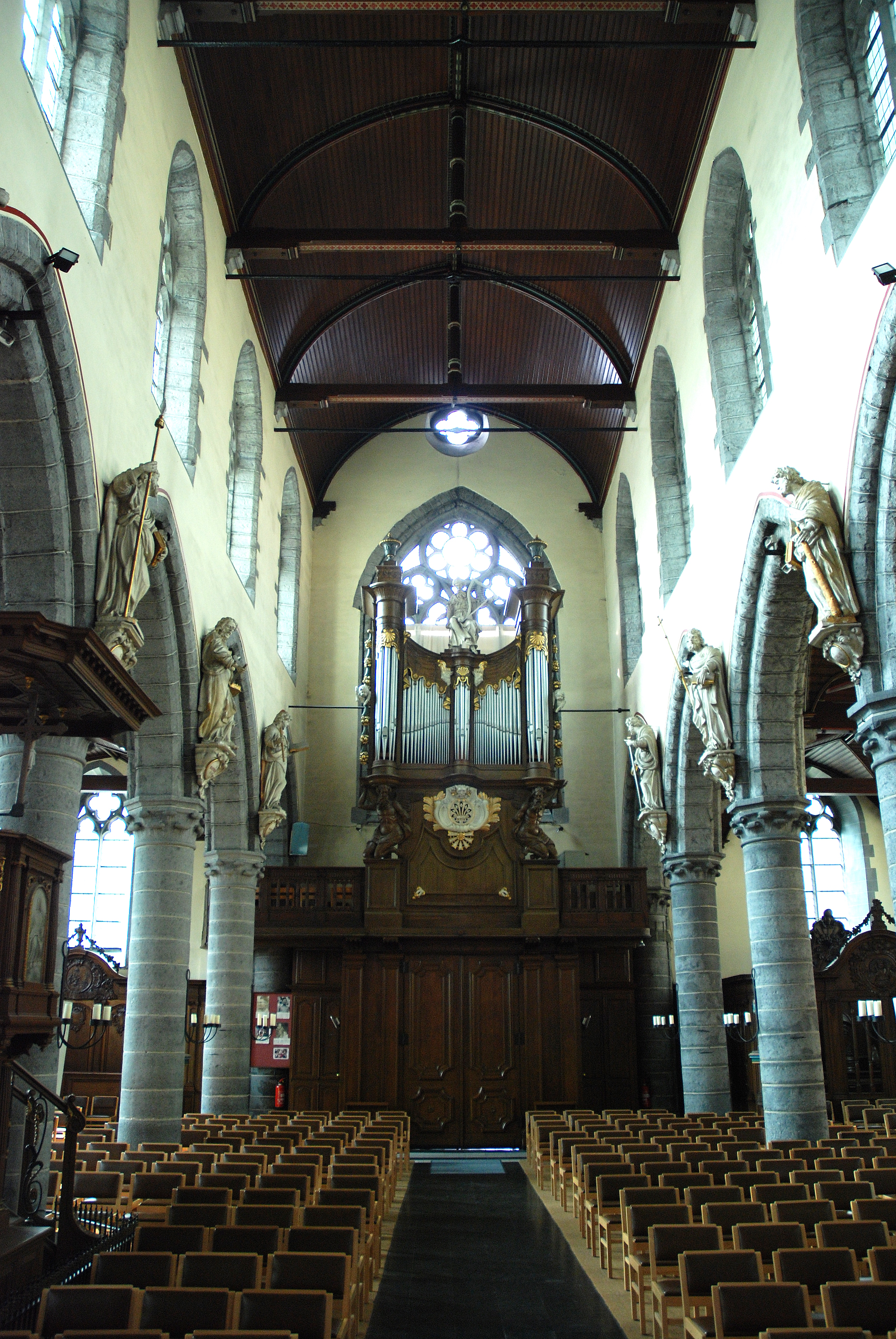
Blick nach Westen

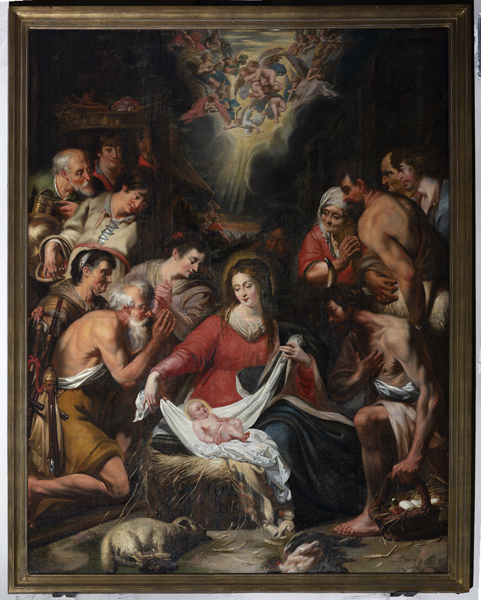
Anbetung der Hirten aus der De-Crayer-Schule

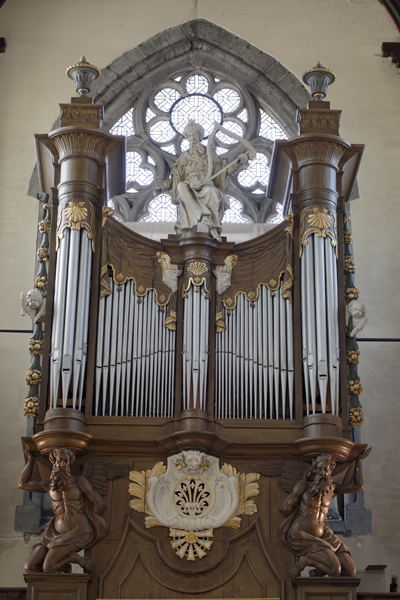
Orgelprospekt

Die Liebfrauenkirche (niederländisch Onze-Lieve-Vrouwekerk) ist eine frühgotische Kirche in der belgischen Stadt Deinze, Provinz Ostflandern, und steht unter Denkmalschutz.

## Geschichte
Die älteste Erwähnung einer Kirche in Deinze stammt laut A. Cassiman aus dem Jahr 840; damals wurde eine Kirche durch Ludwig den Frommen an den Bischof von Tournai verschenkt. Vermutlich wurde sie von den Normannen zerstört und um das Jahr 1000 wiederaufgebaut, denn die Quellen erwähnen, dass Poppo, der spätere Abt von Stavelot, der 978 in Deinze geboren wurde, der Kirche nach seiner Rückkehr aus dem Heiligen Land Reliquien geschenkt hat. Laut Monseigneur Maere wurde wahrscheinlich nach 1150 ein neues steinernes Gotteshaus im romanischen Stil errichtet; von diesem stammen eventuell die noch vorhandenen Bauteile im Querschiff der heutigen Kirche.
Im Laufe des 14. Jahrhunderts, wahrscheinlich nach dem Brand von 1327, wurde die Kirche im Stil der Scheldegotik wiederaufgebaut. Neue Stadtbrände in den Jahren 1381 und 1382 führten wahrscheinlich zur Zerstörung des Chors mit nachfolgendem Wiederaufbau und Vergrößerung (Ende des 14. Jahrhunderts). Trotz wiederholter Zerstörungen im 16. Jahrhundert (Bildersturm und calvinistische Herrschaft), im 17. und 18. Jahrhundert und im Ersten und Zweiten Weltkrieg ist diese gotische Kirche aus dem 14. Jahrhundert erhalten geblieben. Zu Beginn des 17. Jahrhunderts wurden nur der Chor und das Querschiff genutzt. Für die Restaurierung des Kirchenschiffs genehmigte König Philipp IV. 1637 eine Spende. Die reparierte Kirche wurde 1643 von Bischof Triest geweiht. Dabei wurden das südliche Seitenschiff aus Backstein wiederaufgebaut und Mittel- und Seitenschiffe unter einem Dach zusammengelegt. Eine gründliche Wiederherstellung des ursprünglichen Zustands erfolgte von 1862 bis 1906 unter der Leitung des Architekten Auguste Van Assche. Neue Schäden wurden am Turm im Jahr 1918 festgestellt und 1926 unter der Leitung des Architekten Amandus Robert Janssens behoben. Die jüngste Restaurierung erfolgte durch die Architekten Eugène De Witte und Marc Verstraeten.

## Äußeres
In der Nähe der Leie, am linken Ufer der äußeren Kurve, wurde die nach Osten ausgerichtete Kirche mit ihrer dem Marktplatz zugewandten Westfassade auf einem ursprünglich ummauerten Friedhof errichtet. Der Grundriss zeigt einen basilikalen Grundriss mit einem Vierungsturm auf quadratischem Sockel, einem Kirchenschiff, das in zwei achteckigen Treppentürmen endet, und zwei Seitenschiffen mit fünf Jochen, einem geraden, geschlossenen Querschiff in der Flucht der Seitenschiffe und einem Chor mit drei geraden Jochen und einem fünfseitigen Chorschluss. Das Äußere der Kirche ist ganz aus Tournai-Stein in großem, regelmäßigem Verbund gebaut, mit unregelmäßigem Verbund aus Bruchsteinen an der Nord- und Südfassade des Querschiffs und gelegentlicher Verwendung von Lede-Stein im Chor. Schiff, Chor und Querschiffe sind mit Schiefersatteldächern, Seitenschiffe unter Pultdächern mit Giebeln über jedem Fenster als Ersatz für das seit dem 17. Jahrhundert vorhandene durchlaufende Dach gedeckt.
Die bemerkenswerte, vollständig restaurierte Westfassade mit hohem Giebel ist flankiert von zwei achteckigen Treppentürmen. Sie ist charakteristisch für die Scheldegotik, in vier Zonen und mit Schlitzfenstern gegliedert. Das zentrale Spitzbogenportal ist mit Rundstäben auf Säulen verziert und zeigt einen erneuerten horizontalen Türsturz sowie einen Trumeaupfeiler. In der Nische des Portals ist eine Steinstatue der Muttergottes von K. Verwilghen aus dem Jahr 1889 aufgestellt. Ein monumentales Spitzbogenfenster in Rundstab auf Säulen und Sohlbank mit Maßwerk akzentuiert die Fassade. Eine Brüstung ist zwischen den Türmen angeordnet, ein vertiefter oberer Okulus ist mit Vierpassmaßwerk versehen. Die flankierenden Treppentürme sind durch Kaffgesimse und ein abschließendes Gesims gegliedert. Die relativ breiten Seitenschiffe werden durch Gesimse und abgestufte Strebepfeiler gegliedert. Die Maßwerkfenster der Seitenschiffe sind mit tiefen Gewänden versehen. Die Nord- und Südfassade der Seitenschiffe sind mit jeweils fünf ähnlichen Giebeln versehen, die durch Strebepfeiler voneinander getrennt sind; die Südwand wurde bei der Restaurierung in Tournai-Stein neu errichtet. Auf der Nordseite liegt eine Tür im zweiten Joch; der bekrönende Türsturz ruht auf Konsolen mit erneuerten Köpfen, die Spitzbögen sind mit Säulen und geschwungenen Kapitellen versehen. Das Querschiff zeigt Spuren früherer romanischer Bauteile in Form von unregelmäßigen Steinblöcken im Norden und Süden. Die Westwand zeigt rekonstruierte Spuren einer breiten Arkade eines ehemaligen romanischen Chors, dessen Fundamente in der halbrunden Apsis beim Abriss eines Anbaus auf der Rückseite gefunden wurden. Die etwas niedrigeren Querhausarme werden von Giebeln mit Spitzbogenfenstern mit Maßwerk bekrönt.
Der achtseitige Vierungsturm ruht auf einem quadratischen romanischen Unterbau; der Übergang vom Quadrat zum Achteck wird durch abgeschrägte Dreiecksdächer vermittelt. Das Glockengeschoss ist mit Spitzbogenfenstern geöffnet, die durch umlaufende Wasserschläge begrenzt werden und mit Säulen mit geschweiften Kapitellen sowie Mittelpfosten und vierteiligem Maßwerk gegliedert sind; ein profiliertes Gesims auf kleinen Konsolen; ein Zeltdach mit vier Zifferblättern schließt den Turm ab. Der schmale Chor schließt sich an den Turm an mit einem fensterlosen Joch und weiteren Jochen mit hohen Spitzbogenfenstern mit Maßwerk, die durch Strebepfeiler getrennt sind und mit Gesimsen eingefasst sind. Die Sakristei aus dem Jahr 1905 ist zwischen Chor und Südquerhaus angebaut, eine weitere Kapelle und ein Heizungsraum zwischen Chor und Nordquerhaus.

## Inneres
Das basilikale Kirchenschiff zeigt einen zweiteiligen Aufriss (das für die Scheldegotik typische Triforium wurde hier nicht verwendet): Spitzbogen mit doppelter Fase auf Rundsäulen mit achteckiger Deckplatte und geschweiften Kapitellen, auf achteckigem Sockel (vier der acht Säulen wurden bei der Restaurierung erneuert). Die Gewölbe mit barocken Konsolen und Statuen der zwölf Apostel stammen aus dem Jahr 1677. Das verputzte und gestrichene zweite Stockwerk mit Obergadenfenstern ist mit einem Rahmen aus Kunststein eingefasst. Das Schiff ist mit hölzernen Spitztonnengewölben abgeschlossen, die nach alten Spuren bei der Restaurierung durch August Van Assche anstelle des steinernen Gewölbes aus dem 18. Jahrhundert eingezogen wurden. Die Seitenschiffe von fast gleicher Breite sind mit erneuerten schweren Holzgewölben mit Stichkappen vor den Fenstern geschlossen. 
Der Grundriss ist kreuzförmig mit Kirchenschiff, Chor und Querschiffarmen, die durch schwere Spitzbögen auf massiven, im Grundriss rautenförmigen Stützen verbunden sind. Eine Voute mit Ziegelgewölbe ist mit Kreuzrippen aus Hartstein auf Kragsteinen mit dekorativer Bemalung versehen. Die niedrigeren Querschiffsarme sind mit Kreuzrippengewölben geschlossen. Der Chor ist mit erhaltenen polychromen Gemälden von Léon Bressers aus dem Jahr 1913 verziert, darunter im ersten Blindfeld mit Stammbäumen von Jesse und Adam. Die Seitenaltäre sind mit biblischen Szenen auf Leinwand bemalt (restauriert). Wandmalereien mit Medaillon und Verherrlichung der Heiligen Jungfrau mit musizierenden Engeln und Textbändern wurden im Jahr 1926 erneuert. Hohe Spitzbogenfenster sind mit drei erhaltenen neugotischen Glasmalereien aus dem Jahr 1899, entworfen von A. Verhaegen, gestaltet. Nichtfigürliche Glasmalereien wurden von Lionel Holvoet im Jahr 1975 geschaffen. Im Chor sind Kreuzrippengewölbe im geraden Joch und ein Gewölbe mit vier dekorativ bemalten Rippen, die strahlenförmig vom Gurtbogen und dem Schlussstein in der fünfseitigen Apsis ausgehen (bei der Restaurierung anstelle eines barocken Gewölbes erneuert), gestützt von Säulen mit bemalten Zierkapitellen. Der untere Teil ist mit Schriftband und polychromer Malerei gestaltet. Die Südostwand ist mit einer restaurierten Kredenz versehen.

## Ausstattung
Ein Gemälde zeigt die Anbetung der Hirten aus der Schule von Gaspar de Crayer aus dem 17. Jahrhundert. Unter den Skulpturen sind eine Madonna mit Kind von Duffel aus dem Jahr 1630, gestiftet von Fl. de Merode, Herr von Deinze, im Jahr 1638, weiterhin zwölf Apostelstatuen aus dem Jahr 1677 aus monochrom bemaltem Lindenholz, auf barocken Sockeln im Kirchenschiff ein heiliger Rochus von Montpellier sowie eine heilige Anna selbdritt, beide aus polychromiertem Holz, 18. Jahrhundert. Der Hauptaltar besteht aus der steinernen Mensa mit neugotischem Holzretabel von R. Rooms, datiert 1912. Der nördliche Seitenaltar von St. Antonius und der südliche Altar von St. Rochus mit neugotischem Retabel wurden von R. Rooms im Jahr 1912 geschaffen. Das Eichenholz-Chorgestühl ist im Louis-seize-Stil gestaltet, die Nordseite von 1786, die Südseite von 1765. Eine runde Eichenvertäfelung im Louis-quinze-Stil wurde angebracht zwischen 1786 und 1791, unter anderen von P. Verschaffelt, 1912 von Hullebroeck restauriert, mit eingebauten Beichtstühlen und Baptisterium. Die Kommunionbank im Louis-seize-Stil, unter anderem von Lagae, aus dem vierten Viertel des 18. Jahrhunderts. Die erneuerte Kanzel stammt aus dem 19. Jahrhundert. Die Beichtstühle sind im Louis-quinze-Stil gestaltet.
Die Orgel ist ursprünglich ein Werk von Pieter van Peteghem von 1740 in einem Orgelgehäuse von P. Meyns; das Werk wurde 1966 von Georges Delmotte restauriert und hat heute 22 Register auf zwei Manualen und Pedal. Das reich verzierte, in die Empore eingebaute Orgelgehäuse ist mit dem harfespielenden König David sowie mit Satyrn und Cherubim geschmückt. Der Kreuzweg wurde von Aloïs De Beule 1925 gearbeitet. Das Taufbecken ist mit steinernen, spätgotischen Elementen (15. oder 16. Jahrhundert?) und Kupferdeckel mit bekrönender Skulpturengruppe (18. Jahrhundert) versehen; die Taufkapelle ist durch ein geschnitztes Holzportal aus dem 18. Jahrhundert abgeschlossen.
Die Kirche ist mit einem Glockenspiel aus dem Jahr 1988 der Firma Royal Eijsbouts von 37 Glocken ausgestattet, das 1994 um 11 Glocken erweitert wurde.